# Рейхсканцлер
Рейхсканцлер (нім. Reichskanzler — райхсканцлер, канцлер імперії) — посада голови уряду (аналогічно прем'єр-міністру) у кайзерівській Німеччині, Веймарській республіці та Третьому Райхові.
Райхсканцлер призначався до 1918 імператором, а після 1918 райхспрезидентом (президентом Німеччини), але у Веймарській республіці йому міг бути оголошений вотум недовіри.
У 1933 райхсканцлером було призначено Адольфа Гітлера, при якому Веймарська республіка була перетворена на Третій Рейх на чолі з вождем-фюрером (пост президента було скасовано 1934 року). Після самогубства Гітлера райхсканцлером від 30 квітня до 1 травня 1945 року (до самогубства) був Йозеф Геббельс, а після обов'язки канцлера Фленсбурзького уряду Карла Деніца виконував граф Людвіг Шверін фон Крозіг (до арешту уряду союзниками 23 травня).